# Stroopeffekten
Stroopeffekten är ett begrepp som används inom psykologin och som visar reaktionstiden för en uppgift. När vi läser ett ord vars innebörd betecknar en färg men ordet i sig är skrivet i en annan färg, vilken inte överensstämmer med ordets semantiska mening, uppstår en konflikt. När vi utsätts för ett stimulus kopplar hjärnan ihop detta med redan inlärd information. Då ordet sänder två typer av information som står i konflikt med varandra är det svårare för hjärnan att definiera vilken färg ordet är skrivet med. Fenomenet är uppkallat efter psykologen John Ridley Stroop som först publicerade en vetenskaplig artikel om effekten 1935.